# 필 캠벨
필 캠벨(영어: Phil Campbell, 1961년 5월 7일 ~ )은 1984년부터 2015년까지 모터헤드의 리드 기타리스트로 가장 잘 알려진 웨일스의 록 음악가이다. 설립자이자 프론트맨인 레미 킬미스터가 사망하면서 밴드는 해체되었다. 그는 현재 자신의 밴드 필 캠벨 앤 더 바스타드 선스와 함께 투어를 하고 있으며, 그의 세 아들 토드, 데인, 타일라가 참여한다.

## 어린 시절 및 경력
캠벨은 웨일스의 폰티프리드에서 태어났으며, 10살 때 지미 헨드릭스, 블랙 사바스의 토니 아이오미, 레드 제플린의 지미 페이지, 얀 아커만, 미하엘 쉥커, 토드 룬드그렌과 같은 기타리스트들의 영향을 받아 기타를 연주하기 시작했다. 캠벨은 12살 때 호크윈드 공연 후 레미 킬미스터를 만나 사인을 부탁했다. 13살 때 캠벨은 콘트라스트라는 카바레 밴드에서 세미프로로 연주했다. 그는 이후 사우스웨일스 및 그 주변에서 록토퍼스라는 이름의 펍 록 밴드와 함께 공연했다. 그는 1978년 런던 일링 브로드웨이의 가게에서 새해 기타 세일을 하면서 첫 번째 깁슨 레스폴을 샀다. 그 기타는 나중에 도둑맞았다가 다시 돌아왔다.
1979년 캠벨은 헤비 메탈 밴드인 페르시안 리스크를 결성해 7인치 싱글인 〈Calling For You〉 (1981년)와 〈Ridin' High〉 (1983년)를 연주했다. 페르시안 리스크와의 그의 작업 일부를 담은 컴필레이션 음반이 발매됐다.

## 개인 생활
캠벨은 웨일스의 폰티프리드에서 그의 아내 게이너와 그들의 세 자녀 토드, 데인, 타일라와 함께 살고 있다.

## 음반 목록

### 모터헤드
- Orgasmatron (1986년)
- Rock 'n' Roll (1987년)
- 1916 (1991년)
- March ör Die (1992년)
- Bastards (1993년)
- Sacrifice (1995년)
- Overnight Sensation (1996년)
- Snake Bite Love (1998년)
- We Are Motörhead (2000년)
- Hammered (2002년)
- Inferno (2004년)
- Kiss of Death (2006년)
- Motörizer (2008년)
- The Wörld Is Yours (2010년)
- Aftershock (2013년)
- Bad Magic (2015년)